# 枝江縣 (薛州)
枝江縣是唐代瀘州都督府薛州所屬的一個羈縻縣，其轄地在今四川省泸州市所屬泸县、江安县、合江县一帶地方，是唐代招撫當地土著所設置的州縣，一般由其頭人任縣官。